# Lelep
Lelep – gaun wikas samiti we wschodniej części Nepalu w strefie Meći w dystrykcie Taplejung. Według nepalskiego spisu powszechnego z 2001 roku liczył on 457 gospodarstw domowych i 2319 mieszkańców (1146 kobiet i 1173 mężczyzn).